# Pierre Harmel
Pierre Charles José Marie Harmel (Uccle, 16 marzo 1911 – Bruxelles, 15 novembre 2009) è stato un politico belga.
È stato Primo ministro dal 28 luglio 1965 al 19 marzo 1966 e presidente del Senato del Belgio da 19 ottobre 1973 al 7 giugno 1977.

## Biografia

### Formazione e mobilitazione nella Seconda guerra mondiale
Nato a Uccle, era figlio di Charles Harmel e di Eusibie André. Dottore in diritto, licenziato in scienze sociali e notariato, aggregato dell'insegnamento superiore e diritto fiscale. Prima della guerra, era presidente nazionale dell'Azione cattolica della gioventù belga [ACJB]. Mobilitato, fu un partecipante nella campagna dei 18 giorni. È stato prigioniero di guerra.
Dopo la guerra, è stato professore presso l'Università statale di Liegi. Divenne membro e vice-presidente di "La Relève", un gruppo di riflessione e di discussione politico all'interno del PSC che ha avuto un ruolo nella formazione dell'importante CVP.

## Attività politica

### Deputato, ministro e Primo ministro

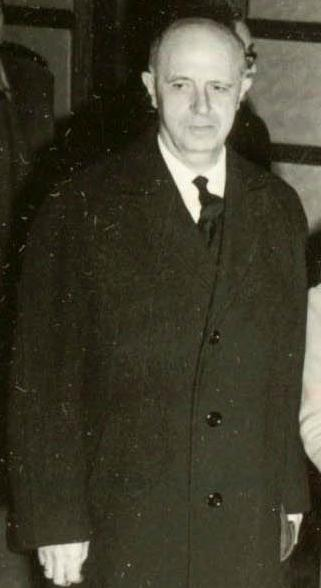
Pierre Harmel nel 1967

Pierre Harmel è eletto deputato social-cristiano alla Camera dei rappresentanti nel 1946. Il suo disegno di legge chiede l'istituzione di un centro di ricerca per la soluzione nazionale dei problemi sociali e legali della regione vallone e fiamminga, che fu adattato nel 1947. Il Centro Harmel pubblicò il posticipo delle sue riflessioni nel 1958.
Rappresentò il Belgio alla 4ª sessione dell'Assemblea generale delle Nazioni Unite nel 1949. Fu Ministro della Pubblica Istruzione dal 1950 al 1954. In questa occasione, adotterà nuove leggi scolastiche, favorevoli all'istruzione gratuita confessionale, che sarà all'origine della nuova guerra scolastica in Belgio. Sarà ministro della Giustizia dal giugno 1958 al novembre 1958, degli Affari Culturali dal 1958 al 1960 e della Funzione pubblica dal 1960 al 1961. È stato Primo ministro di 28 luglio 1965 al 19 marzo 1966 tra un governo social-cristiano e socialista, poi ministro degli affari esteri dal 1966 al 1972. Ha invocato una difesa forte, unita a relazioni stabili con l'Europa dell'Est (dottrina Harmel che ispirò la NATO). Fu nominato Ministro di Stato nel 1973 e in quell'anno divenne presidente del Senato, carica che ricoprì per quattro anni. Nel 1991, re Baldovino, conferirà il titolo di conte per lui e tutti i suoi discendenti.

## Vita privata
Harmel era sposato con Marie-Claire Van Gehuchten dal 22 maggio 1946. Insieme avevano 6 figli, quattro figli e due figlie. Harmel è deceduto il 15 novembre 2009 all'età di 98 anni.